# Tramwaje w Poti
Tramwaje w Poti − zlikwidowany system komunikacji tramwajowej w gruzińskim mieście Poti, działający w latach 1905−1932.

## Historia
Tramwaje w Poti uruchomiono w 1905 (według innych źródeł otwarcie nastąpiło w 1904) były to tramwaje konne. Łącznie sieć tramwajowa liczyła 5 km i miała dwie linie. System zlikwidowano w 1932. 
System tramwajów konnych w Poti został zlikwidowany jako ostatni w ZSSR.